# Торре-Талье
Дворец Торре Талье (исп. Palacio de Torre Tagle) — дворец начала XVII века в стиле севильского барокко расположенный по адресу улица Укаяли 363 в центре Лимы. В настоящее время является штаб-квартирой Министерства иностранных дел Перу.
Дворец был построен в 1735 году доном Хосе Талье и Брахио, маркизом де Торре Талье, казначеем испанского королевского флота. В 1954—1956 годах была проведена капитальная реконструкция дворца под руководством архитектора Андреса Бойера.
Главный асимметричный фасад здания выглядит достаточно ярко и гармонично, первый этаж облицован камнем, второй покрыт штукатуркой, большинство материалов использованных при строительстве были привезены из Испании, Панамы и центральной Америки. Резной портик дворца увенчан гербом рода Торре Талье. Внешний и внутренний стили дворца представляют собой типичное севильское барокко с существенным влиянием андалусского мудехара.
Наряду с резными колоннами дворец имеет два балкона выполненные из кедра и красного дерева тонкой работы, такие балконы (мирадорс) перенятые из Европы стали перуанской традицией в архитектуре колониального периода.
Во дворце имеется 14 комнат, столовая, кухня, небольшая часовня украшенная золотом и элегантный салон украшенный зеркалами и интересной декоративной потолочной плиткой испанско-мавританского стиля. В основном зале дворца находятся два портрета, маркиза Торре Талье и его супруги.
Перуанское правительство приобрело дворец 27 июня 1918 года за 320 000 солей, и передало его для использования МИДу страны. Поскольку дворец выполняет государственные функции он закрыт для свободного посещения, изредка экскурсии осуществляются по предварительной записи.

## Галерея

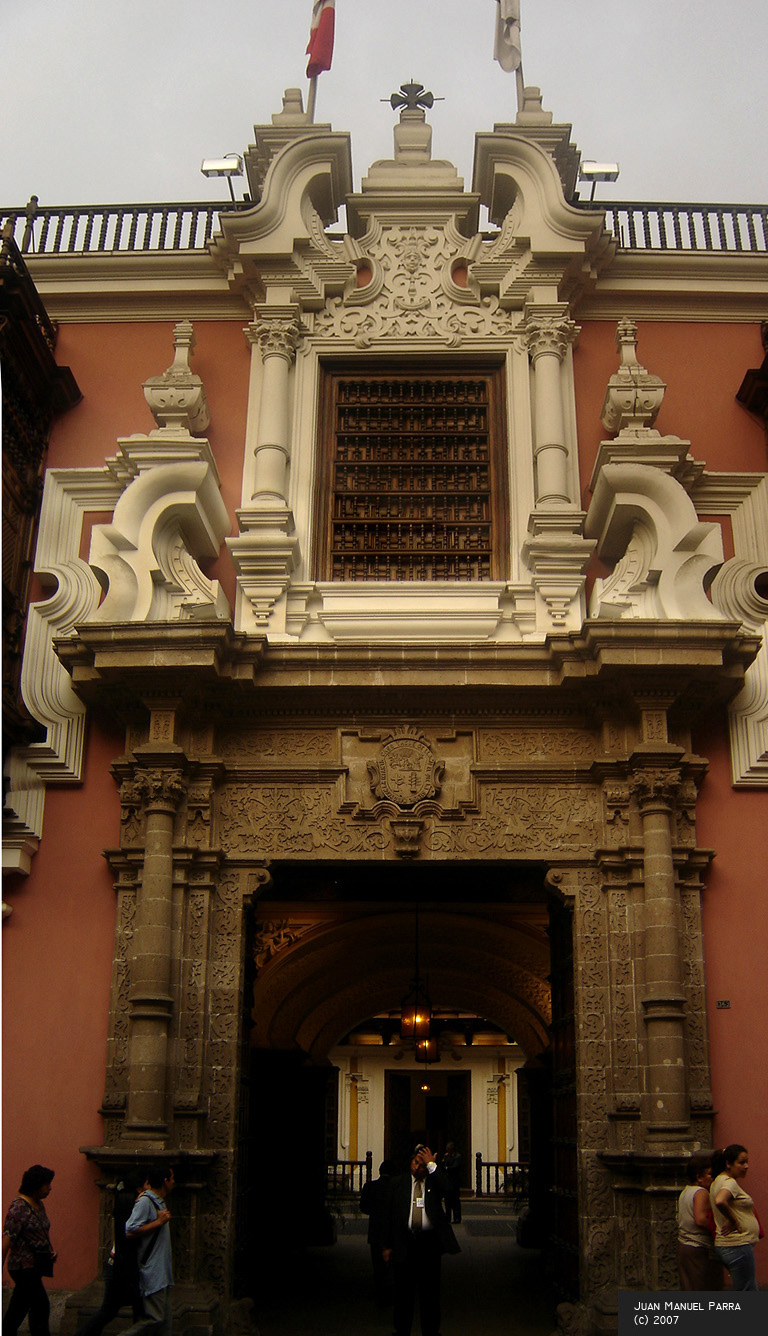
Главный вход во дворец, вверху виден резной портик с гербом Торре Талье
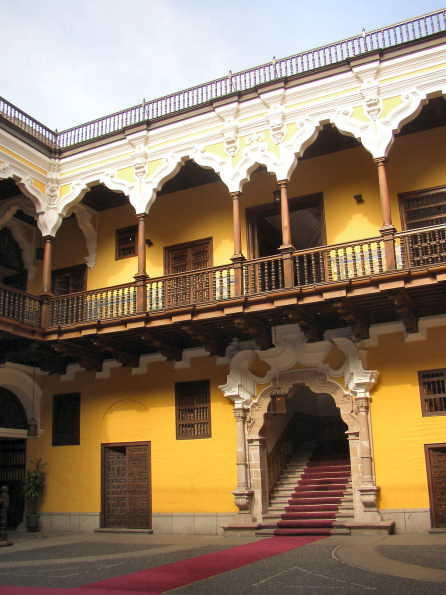
Внутренний двор дворца
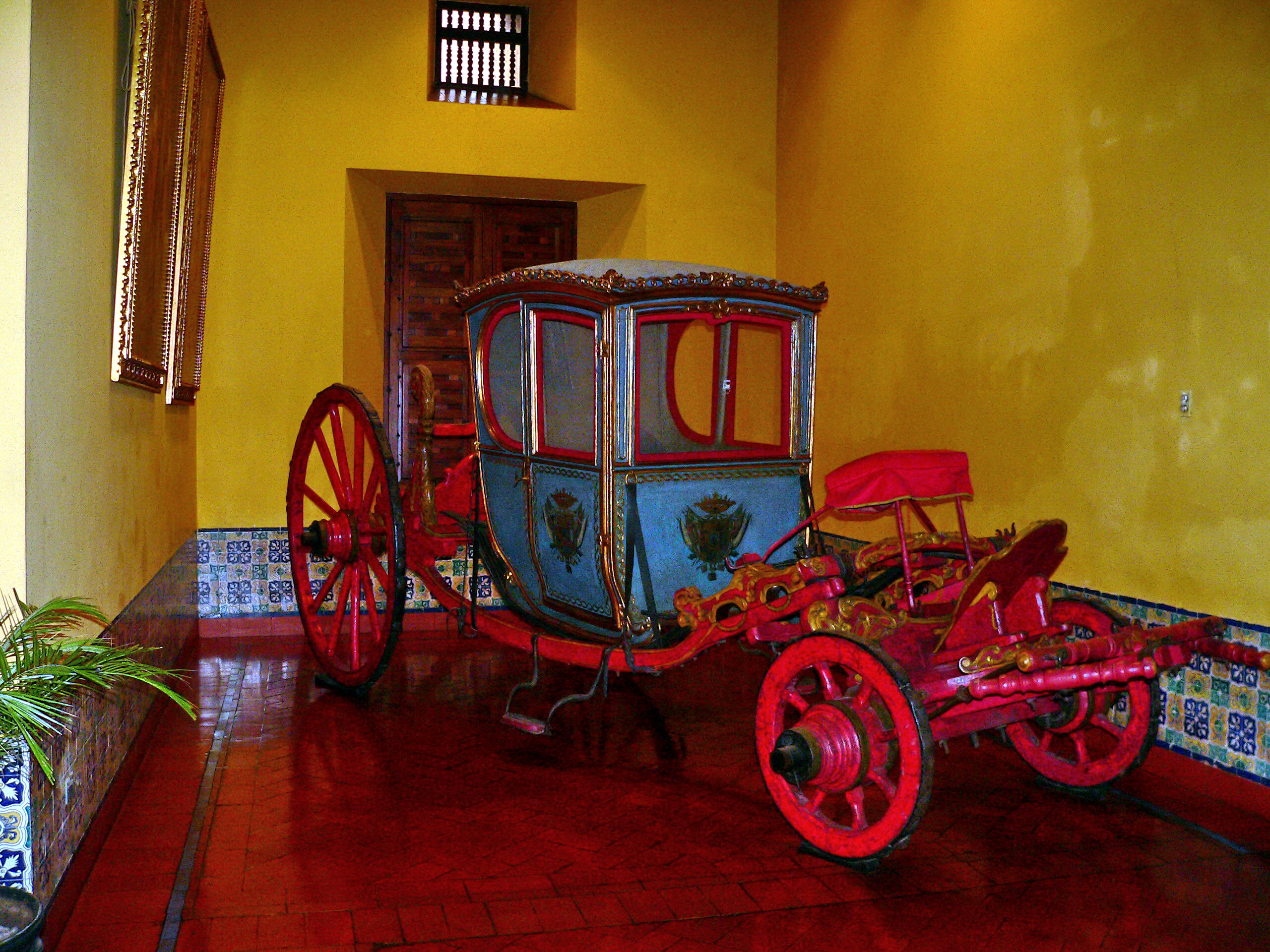
Карета маркиза Торре Талье в одной из комнат дворца